# Alto do Poio
L'Alto do Poio est le nom officiel galicien donné à un col de montagne situé entre les localités de Padornelo et Fonfría sur le Camino francés du pèlerinage de Saint-Jacques-de-Compostelle.

## Géographie
Le col se situe à 1 336 mètres d’altitude.

### Liens  externes
- (es) caminodesantiago.consumer.es Camino de Santiago : Etapa 25 de O Cebreiro a Triacastela.

| Jalon précédent (0,5 km à pied) Padornelo (Pedrafita do Cebreiro) | Pèlerinage de Saint-Jacques-de-Compostelle (145 km jusqu'à Saint-Jacques-de-Compostelle) Camino francés | Jalon suivant (3 km à pied) Fonfría (Pedrafita do Cebreiro) |